# Zephyranthes brevipes
Zephyranthes brevipes är en amaryllisväxtart som beskrevs av Paul Carpenter Standley. Zephyranthes brevipes ingår i släktet Zephyranthes och familjen amaryllisväxter. Inga underarter finns listade i Catalogue of Life.